# 1846 w sztukach plastycznych
Wydarzenia w sztukach plastycznych i wizualnych w 1846 roku.

## Urodzeni
- 17 marca - Catherine Greenaway (zm. 1901), brytyjska ilustratorka i autorka książek dla dzieci
- 8 maja - Josef Unger (zm. 1922), austriacki architekt i inspektor kolejowy
- 21 maja - Luc-Olivier Merson (zm. 1920), francuski malarz i projektant znaczków pocztowych
- 14 października - Albert Schickedanz (zm. 1915), architekt i malarz
- 3 listopada - Elizabeth Thompson (zm. 1933),  brytyjska malarka
- Wincenty Kuźniewicz (zm. 1902), polski architekt

## Zmarli
- 31 stycznia - Rodolphe Töpffer (ur. 1799), szwajcarski malarz, karykaturzysta i pisarz
- 12 grudnia - Charles Alexandre Lesueur (ur. 1778), francuski malarz i marynarz
- Bartolomé Montalvo (ur. 1769), hiszpański malarz
- Pál Balkay (ur. 1785),  węgierski malarz